# Ніккі Ерлік
Ніккі Д. Ерлік (англ. Nikki Erlick)— американська письменниця.
Її дебютний роман «Мірило» Дженна Буш-Гейґер обрала для книжкового клубу Today Show у липні 2022 року.

## Життя
Була стажисткою у Redbook та штатною авторкою у Harvard Crimson.
Закінчила Гарвардський університет.

## Твори
- «Мірило», William Morrow; травень 2022[10][11][12][13][14].

## Переклади українською
2024 року у видавництві «Віват» вийшов український переклад роману «Мірило». Перекладачка — Катерина Семенюк.